# Thomas Heigl (Politiker)
Thomas Heigl (getauft am 21. Juni 1771 in Wackersberg; † 18. Dezember 1829 in Freising) war von 1813 bis 1825 Bürgermeister von Freising.
Thomas Heigl kam 1797 als Bausachverständiger an den fürstbischöflichen Hof in Freising. Er blieb auch nach der Säkularisation in Bayern, die im Jahre 1802 das Ende des Hochstifts Freising bedeutete, im Amt. Nebenher war er auch als Maurermeister tätig. Durch Amt und Beruf zu Wohlstand und Ansehen gelangt, wurde er 1811 in Freising Major der neu gegründeten Bürgerwehr und 1813 als Nachfolger von Ignaz Zehetmayr Bürgermeister von Freising.
1825 wurde Johann Einsele sein Nachfolger im Amt des Bürgermeisters. Heigl nahm seine unternehmerische Tätigkeit wieder auf und erhielt den Zuschlag für den Bau des Krankenhauses an der Kammergasse (heute VHS-Gebäude), starb jedoch noch vor dessen Fertigstellung im Alter von 58 Jahren.
Heigl war zweimal verheiratet. Seine erste Frau Antonia starb 1812 mit nur 36 Jahren. Von den fünf Kindern überlebte nur ein Sohn. Seine zweite Ehe mit Katharina Leithäuser blieb wohl kinderlos.
Heigl erhielt 1817 die bayerische Zivilverdienstmedaille verliehen.

## Quelle
- Josef Moos: Freisinger Straßennamen - Geschichte und Geschichten. Stutz, Passau 2005, ISBN 3-88849-116-9, S. 68.
- Ulrike Götz: Baumeister und Bürgermeister Thomas Heigl (1771-1829). Freising auf dem Weg ins neue Königreich Bayern. Amperland 32, 1996, S. 427–433.

| Personendaten    | Personendaten                        |
| ---------------- | ------------------------------------ |
| NAME             | Heigl, Thomas                        |
| KURZBESCHREIBUNG | deutscher Gastwirt und Bürgermeister |
| GEBURTSDATUM     | getauft 21. Juni 1771                |
| GEBURTSORT       | Wackersberg                          |
| STERBEDATUM      | 18. Dezember 1829                    |
| STERBEORT        | Freising                             |